# Lina Carmenza Valderrama Aguirre
Lina Carmenza Valderrama Aguirre (Cali, 8 de octubre de 1983) es una bióloga colombiana ganadora del Premio 3M, que la reconoce como una de las 25 mujeres destacadas en su campo en Latinoamérica. Es egresada de la Universidad del Valle, se especializó en ingeniería ambiental y sanitaria en la misma universidad e hizo su doctorado en ingeniería con énfasis en el mismo campo. Su doctorado se desarrolló en asocio con el Instituto Tecnológico de Georgia y la Universidad del Valle. Lina, es co-fundadora de la comunidad "Mujeres-Agro" en la que se busca promover la equidad de género en el sector científico y agropecuario en Colombia, Latinoamérica y el Caribe.

## Educación y primeros años
Desde muy joven, Lina se interesó por "encontrar una fuente de vida eterna y de esa manera ayudarle a los de su entorno". Lina encontró en su madre, bióloga y química, una amplia inspiración hacia las ciencias, pues desde una edad muy temprana, recolectaban toda clase de animales como escarabajos, lagartijas y roedores.
Valderrama creció en un ambiente cercano al conflicto armado colombiano, lo que avivó su ansia de expandir el conocimiento hacia personas a las que se les había negado a causa del mismo. A partir de dicho contexto, Lina formó sus opiniones de la ciencia frente al conflicto. Ella se ha destacado por pensar que la ciencia debería ser un espacio libre y  de carácter ilimitado. Con esa premisa, Lina cursó su pregrado, maestría y doctorado. Gracias a esto, hoy Lina dirige el primer y único laboratorio enfocado en la producción de microorganismos beneficiosos para el suelo en la industria azucarera.
Lina es bióloga, especialista, Magíster en ingeniería y Doctora (Ph. D.) en ingeniería con énfasis sanitaria y ambiental, su doctorado lo realizó en la Universidad del Valle en convenio con el Giorgia Institute of Technology, su tesis fue dirigida por la Dra. Patricia Torres de la Universidad del Valle y el Dr. Joel. E. Kostka del Giorgia Institute of Technology. Su campo de interés se ha destacado por la búsqueda de una agricultura sostenible por medio del uso de las bacterias fijadoras de nitrógeno con el fin de disminuir la dependencia de fertilizantes de origen químico y fortalecer los suelos para mejorar la productividad.

## Carrera
Lina se ha destacado por sus investigaciones en bacterias fijadoras de nitrógeno. Con 14 años de experiencia trabajando con la industria de la caña de azúcar, ha realizado diferentes publicaciones, tanto a nivel nacional como internacional en revistas indexadas. Es investigadora Junior de Colciencias y actualmente hace parte de la red de +Mujer +Ciencia +Equidad del Ministerio de Ciencias y Tecnología y es voluntaria de Inspiring Girls Colombia en donde se promueve la autoestima y el desarrollo profesional de niñas en edad escolar.

## Premios y nominaciones
Nominaciones
- Premio Santiago Luis Hernando Pine al mejor trabajo presentado en el área de entomopatógenos.

Premios
- Reconocimiento "3M" a las 25 mujeres destacas en la ciencia en Latinoamérica.[5]
- Mardieconamor - Categoría científica agroambiental 2022.

#### Publicaciones internacionales
- Caracterización genómica y computacional de bacterias fijadoras de nitrógeno.
- Secuencia del genoma de 15 klepsiella sp. Aisladas de los cultivos de caña de azúcar en el Valle del Cauca- Colombia.
- Diazotroph Community Characterization via a High-Throughput nifH Amplicon Sequencing and Analysis Pipeline.